# Efecto Cupertino

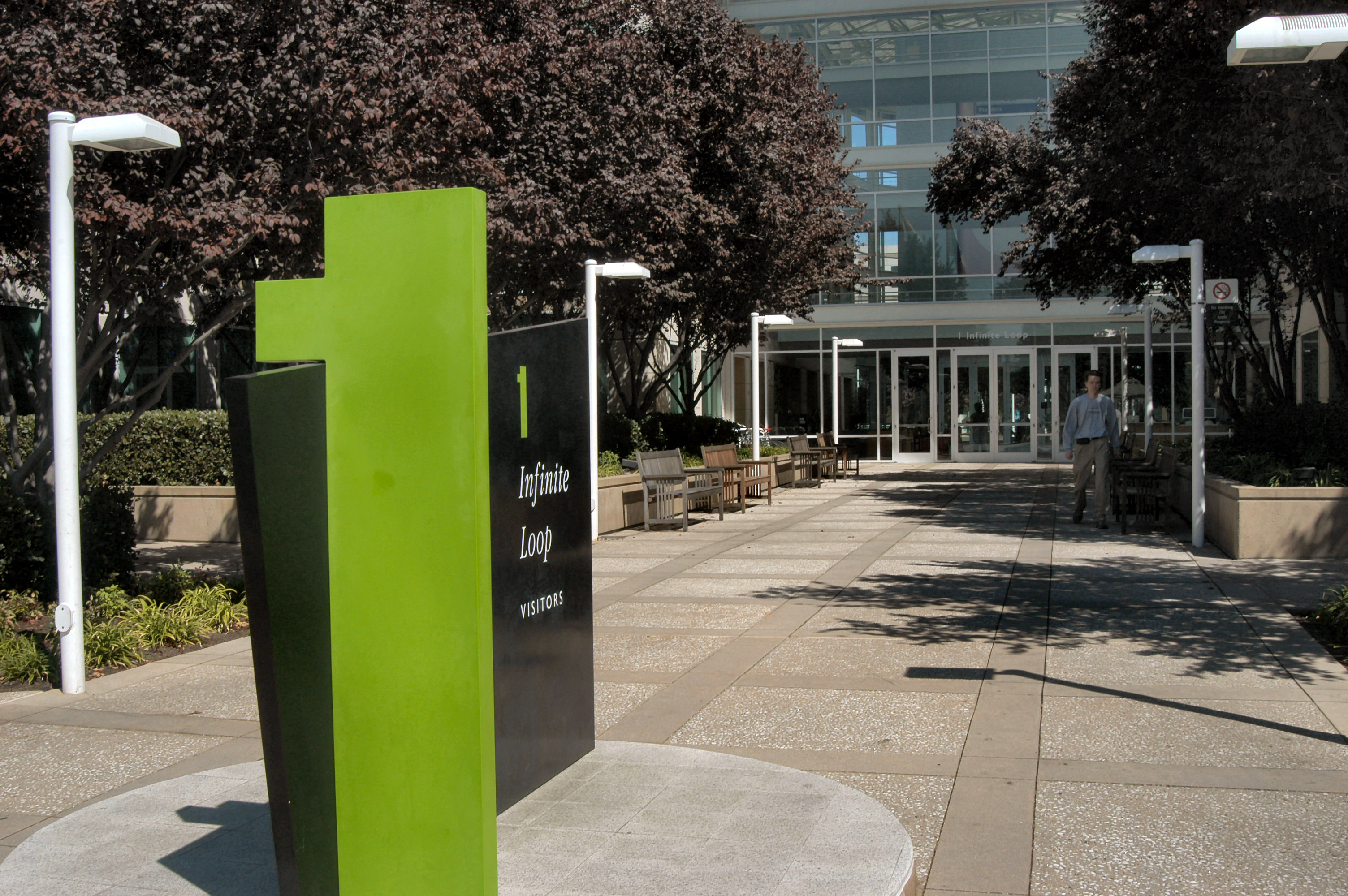
Sede de Apple, Cupertino, California

Se denomina efecto Cupertino a la tendencia del corrector ortográfico de sugerir o corregir de manera automática con palabras inapropiadas a palabras con errores de escritura y palabras que no se encuentran en su diccionario.
El origen del término proviene de que en idioma inglés la palabra sin guion "cooperation" a menudo era reemplazada por "Cupertino" por los antiguos verificadores ortográficos que tenían diccionarios que solo contenían la variante con guion, "co-operation". Cupertino es donde se encuentra la sede de la empresa Apple Inc., y por lo tanto se encuentra en la mayoría de los diccionarios informatizados.
Cupertino se encuentra en los diccionarios preparados por Microsoft desde 1989 (cuando se puso a la venta el producto Word 4 para Mac). La falta de control luego de haber realizado una edición de corrector ortográfico a menudo puede resultar en que aun documentos oficiales contengan frases tales como "como también experiencias valiosas en el Cupertino internacional" y "reforzando acciones bilaterales y multinacionales de Cupertino y asistencia." Otros ejemplos incluyen "Asociación del sudeste asiático para la Cupertino regional" y "presentación de Cupertino africana-alemana."
Benjamin Zimmer de Thinkmap, Inc. y de la Universidad de Pensilvania ha juntado numerosos ejemplos de errores similares, incluidos el reemplazo de DeMeco Ryans por "Demerol" (en el New York Times), Voldemort por "Voltmeter" (Denver Post), y el Muttahida Qaumi Movement siendo reemplazado por "Muttonhead Quail Movement" (Reuters).
No siempre sucede que el usuario elige una palabra incorrecta para que aparezca en el documento. En WordPerfect 9 con sus opciones por omisión de fábrica, toda palabra que el sistema no reconociera pero que fuera muy similar a una palabra conocida era reemplazada de manera automática por dicha palabra. Las versiones más modernas de Microsoft Word vienen configuradas para "corregir de manera automática" las palabras digitadas de manera errónea mientras el usuario las escribe. Smartphones con teclados virtuales y diccionarios asociados reemplazan de manera automática posibles errores con palabras contenidas en sus diccionarios.